# Coudray (Eure)
Coudray è un comune francese di 234 abitanti situato nel dipartimento dell'Eure nella regione della Normandia.

## Società

### Evoluzione demografica
Abitanti censiti